# Pukansaari
Pukansaari är en ö i Finland. Den ligger i sjön Märkjärvi och i kommunen Itis i den ekonomiska regionen  Kouvola ekonomiska region  och landskapet Kymmenedalen, i den södra delen av landet, 110 km nordost om huvudstaden Helsingfors. Öns största längd är 430 meter i nord-sydlig riktning.